# PSTAR
 (septembre 2011).
Si vous disposez d'ouvrages ou d'articles de référence ou si vous connaissez des sites web de qualité traitant du thème abordé ici, merci de compléter l'article en donnant les références utiles à sa vérifiabilité et en les liant à la section « Notes et références ».
Le PSTAR, (en anglais, Pre-Solo Test of Air Regulations),  est un test écrit à choix multiples que les étudiants qui s'entraînent pour leur licence de pilote privée (PPL) au Canada doivent réussir avant d'obtenir leur permis d'élève-pilote. La note de passage est de 90 % et sa réussite est une condition au vol en solo. 
L'examen est passé par les centres de formation aérienne autorisés du Canada ou par Transport Canada via des bureaux régionaux.

## Contenu
L'examen comporte 50 questions parmi 192 questions sur des sujets variés :
- 1.0 Évitement abordage
- 2.0 Signaux visuels
- 3.0 Communications
- 4.0 Aérodromes
- 5.0 Équipements
- 6.0 Responsabilité du pilote
- 7.0 Turbulence de sillage
- 8.0 Aéromédical
- 9.0 Plans de vol et itinéraires de vol
- 10.0 Autorisations et instructions
- 11.0 Exploitation d'aéronef
- 12.0 Espace aérien - en général
- 13.0 Espace aérien contrôlé
- 14.0 Faits aéronautiques